# 曾永義

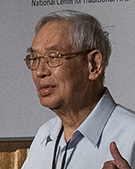
曾永義

曾永義（1941年4月4日—2022年10月10日），男，臺灣臺南人，為中央研究院院士及中华民国戲曲、俗文學、詩歌、民俗藝術學者，致力推廣崑曲，由臺灣大學中文系畢業，是臺灣大學中文系碩士、博士。

## 生平
曾主編《國語日報》「古今文選」二十餘年，為美國哈佛燕京學社、密西根大學、德國魯爾大學、香港大學、史丹福大學、荷蘭萊頓大學、武漢大學等校訪問學人、客座教授，曾任中華民國歷史文學學會董事長、國家文化藝術基金會董事、中央研究院中國文哲研究所諮詢委員、國家講座教授等。世新大學中文系教授、臺灣大學中文系兼任教授、《國語日報》常務董事、中華民俗藝術基金會董事長、中華戲曲與文學推廣協會理事長等。

## 荣誉
曾獲中華文化復興運動推行委員會金筆獎、臺灣省文藝作家協會中興文藝獎章、國家文藝獎、行政院國家科學委員會傑出研究獎、中山文藝獎、教育部學術獎、中國戲劇文學學會全國戲劇文化獎特殊貢獻獎等獎項。著有多部學術著作及京劇、歌劇劇本。指導學生有王友蘭、王安祈、鹿憶鹿、衣若芬、游宗蓉、郝譽翔等人。2014年獲選為中央研究院院士（人文及社會科學組），是中央研究院第一位「戲曲院士」。

### 中华民国勋章奖章
- 二等景星勋章（2016年5月4日于台北总统府颁授[2]）

### 褒揚令
2022年11月12日，文化部部長李永得代表總統蔡英文頒贈褒揚令，由遺孀陳媛女士代表受贈。中央研究院副院長黃進興、國立台灣大學副校長羅清華、國立台灣大學文學院副院長朱秋而、國立臺灣大學中文系退休教授暨前總統府國策顧問梁榮茂、國立台灣大學中文系主任劉正忠、世新大學校長陳清河、東吳大學副校長董保城，以及曾永義院士門生王安祈、沈冬、林鶴宜及各界學者、貴賓等出席追思。褒揚令全文為：

中央研究院院士曾永義，標悟彬雅，穆清恬和。少歲卒業國立臺灣大學中文系，復獲中國文學研究所博士學位，礱淬探綜，洽聞閎覽。先後執鞭母校暨世新大學，培植啟迪莘莘學子，提攜獎掖後進才俊，陶融鼓鑄，澤沾棫樸。期間殫竭古典戲曲窮究，悉力鄉土藝術保存；暢申地方源流考述，肇開俗文學資料整編；倡扶優質拔萃劇團，往赴海外巡迴演出，疇咨掇采，支策據梧；披林擷秀，吐故容新。公餘潛心鑽研，撰著豐贍渾粹，尤以《戲曲演進史》遺作稱揚，詞約理明，居今識古；嗣積極引介民間戲團，推升藝師社會地位，前瞻遠圖，裨益功深。曾獲頒國家文藝獎、中山文藝創作獎、金曲獎傳統暨藝術音樂最佳作詞人獎、傳藝金曲獎戲曲表演類特別獎、二等景星勳章等殊榮，猷為令譽，翰苑蜚聲。綜其生平，恢弘中華固有文化精微，盡瘁民俗技藝薪傳發展，材具志績，勳名卓茂；遐緒儀型，累世興詠。遽聞溘然長逝，悼惜良殷，應予明令褒揚，用示政府崇禮國士之至意。

總　　　統　蔡英文　　　　

行政院院長　蘇貞昌　　　　

## 軼事
曾永義性嗜酒，與朋友一起組成「酒党」，並被封為黨魁。但強調党字必須寫成「党」，尚人不尚黑。

## 外部連結
- 世新大學中國文學系－曾永義　老師 (Tseng, Yung-Yi)[永久]
- 國立臺灣大學中國文學系－曾永義的個人資料